# IFN-α
Interferon alfa (IFN-α), popsaný roku 1957 jako protein schopný inhibice replikace viru chřipky, se řadí mezi interferony I. typu (IFN-I). Hlavním zdrojem IFN-α jsou především plazmacytoidní dendritické buňky a antigen prezentující buňky. U lidí bylo identifikováno 13 subtypů IFN-α, zatímco u myší 14. Geny pro IFN-α postrádají introny a leží v klastru na chromozomu 9 u lidí a na chromozomu 4 u myší. Všechny subtypy IFN-α mají stejný receptor, a to dimer složený z podjednotek IFNAR1 a IFNAR2. Přesto se od sebe jednotlivé subtypy IFN-α liší svými vlastnostmi. Je to dáno tím, že každý z IFN-α se na IFNAR-1 a IFNAR-2 váže s rozdílnou afinitou. K podjednotce IFNAR-1 se IFN-α vážou s μM afinitou, zatímco k podjednotce IFNAR-2 s poněkud slabší, nM afinitou. Jedinou výjimku tvoří subtyp IFN-α1, který se k oběma podjednotkám váže pouze s nM afinitou.

## Signalizace

### Kanonická signalizace
IFN-α se naváže na podjednotky IFNAR1 a IFNAR2, které jsou asociovány s TYK2 (tyrosine kinase 2) a JAK1 (Janus kinase 1). Vazba IFN-α způsobí dimerizaci receptoru vedoucí k přiblížení JAK1 a TYK2, což vede k zahájení křížové fosforylace obou kináz. Následně dochází i k fosforylaci intracelulární domény podjednotky IFNAR1 a IFNAR2, která umožní vazbu transkripčního faktoru STAT1 (signal transducer and activator of transcription 1) a STAT2. Tato vazba aktivuje fosforylaci STAT1 i STAT2 a dochází buď k tvorbě heterodimeru STAT1/STAT2 nebo homodimeru STAT1. Heterodimer STAT1/STAT2 společně s IRF9 (interferon regulatory factor 9) tvoří komplex ISGF3 (interferon stimulated gene factor 3). Homodimer STAT1 a komplex ISGF3 jsou následně translokovány do jádra, kde se homodimer STAT1 váže na γ-aktivovanou sekvenci a komplex ISGF3 na sekvenci ISRE (interferon-stimulated response element) a dochází k transkripci ISG (interferon-stimulated gene).

### Nekanonická signalizace
Pokud vazba IFN-α na receptor vedoucí k transkripci ISG probíhá přes jiné faktory než STAT, pak mluvíme o nekanonické signalizaci. Při té se uplatňují dráhy MAPK, mTOR či dráhy zahrnující GEF (guanine nucleotide exchange factor).

## Funkce

### Vliv na produkci cytokinů
Signalizační dráha IFN-α indukuje produkci IL-15, cytokinu podporujícího proliferaci a přežívání NK buněk a paměťových T buněk, a také IL-7, cytokinu důležitého pro vývoj T buněk v thymu. Oproti tomu blokuje produkci IL-12, který je důležitý pro aktivaci T buněk.

### Vliv na dendritické buňky (DC)
IFN-α podporuje diferenciaci maturovaných DC z monocytů stimulovanou GM-CSF (granulocyte-macrophage colony-stimulating factor). V in vitro prostředí také zvyšuje schopnost diferencovaných DC aktivovat T buňky, a to pomocí následujících mechanismů:
- zvyšuje expresi MHC-I a MHC-II molekul
- zvyšuje expresi kostimulačních molekul CD40, CD80, CD83, CD86
- zvyšuje expresi CCR5 (CC-chemokine receptor 5), CCR7 a adhezní molekuly LFA1 (lymphocyte function-associated antigen 1)
- zvyšuje expresi CXCL9 (CXC-chemokine ligand 9) a CXCL10.[6]

### Vliv na přirozeně cytotoxické (NK) buňky
IFN-α podporuje v závislosti na STAT1 cytotoxickou aktivitu NK buněk a produkci IFN-γ. Zároveň však chrání T buňky před útokem zprostředkovaným NK buňkami. A to buď snížením počtu ligandů pro aktivační receptor NCR1 (natural cytotoxicity triggering receptor 1) nebo zvýšením počtu ligandů pro inhibiční receptory NK buněk.

### Vliv na T buňky
IFN-α podporuje lidské cytotoxické T buňky, neboť funguje jako 3. signál pro aktivaci CD8+ T buněk. Také reguluje diferenciaci T buněk na TH1 fenotyp tím, že zvyšuje odpověď T buněk na IL-2. Interferencí s ICOSL a CD28 ovlivňuje i aktivaci TReg. V neposlední řadě IFN-α2 reguluje migraci T buněk v procesech závislých na MAPK a PI3K pomocí zvýšení chemotaxe, klastrování integrinů a integrinem-zprostředkovné adheze.

## Klinické využití

### Onkologie
Poté, co bylo objeveno, že IFN-α má u myší protinádorové účinky, bylo zkoumáno, zda by jej šlo uplatnit i pro klinické použití. Historickým milníkem imunoterapie bylo schválení několika přípravků proti různým malignitám organizací FDA (The Food and Drug Administration). Jednalo se o leukémii z vlasatých buněk, folikulární non-Hodkinův lymfom, melanom a Kaposiho sarkom asociovaný s HIV. Protože však odpověď na tuto léčbu nebyla vysoká a bylo nutné podávat vysoké až toxické dávky, terapii IFN-α nahradila cílená terapie a inhibitory imunitních kontrolních bodů (tzv. checkpoints).

### Virové infekce
Kromě využití v onkologii se léčba pomocí IFN-α uplatňuje i při léčbě virových infekcí jako je například infekce virem hepatitidy C (HCV). K tomu se využívá modifikovaného IFN, zvaného pegylovaný IFN-α (PIFN-α), který vzniká navázáním polyethylenglykolu na molekulu IFN. K poklesu virové nálože při léčbě dochází ve dvou fázích. PIFN-α funguje především v první fázi. Proto se k léčbě PIFN-α přidává ještě derivát guanosinu, ribavirin, který významně podporuje pokles virové nálože ve druhé fázi. Léčba touto kombinací látek byla schválena FDA, a i přesto, že vznikají účinnější léčiva, je stále využíván pro léčbu chronické infekce HCV.